# Aconitum taigicola
Aconitum taigicola là một loài thực vật có hoa trong họ Mao lương. Loài này được Vorosch. mô tả khoa học đầu tiên năm 1988 publ. 1989.